# Livros históricos do Antigo Testamento

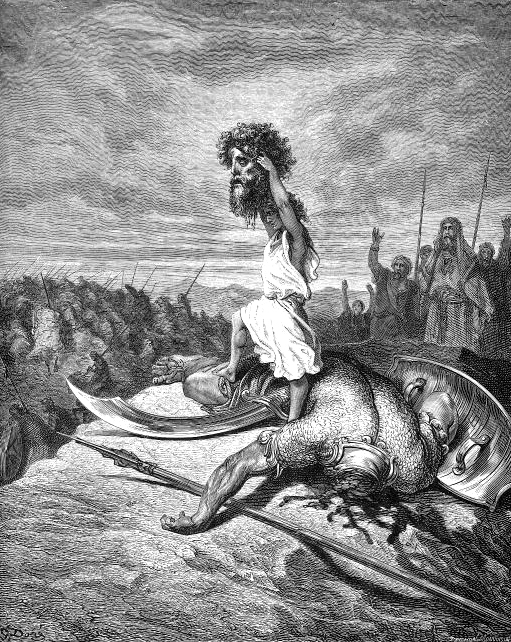
Davi matando Golias, de Gustave Doré

Maior parte do Antigo Testamento é formada por livros que os teólogos classificam sob a denominação de Livros Históricos, pois eles contêm relatos que vão desde a conquista da Terra Prometida até quase a época do Novo Testamento, cabendo ressaltar que tais livros não se reduzem apenas a relatos cronísticos de fatos, pois contém uma interpretação dos acontecimentos a partir da fé, sendo possível dividi-los em quatro grupos:
1. Obra Histórica Deuteronomista - Josué, Juízes, I Samuel, II Samuel, I Reis, II Reis: contém um relato mais ou menos contínuo, apresentando a história do Povo de Deus desde a conquista da Terra Prometida até o exílio na Babilônia. Tais livros enfatizam que a situação vivida depende da atitude que o povo toma na Aliança com Deus, sendo que quando há fidelidade, Deus concede a bênção, mas quando há infidelidade, o povo atrai para si mesmo a maldição.
2. História do Cronista - I Crônicas, II Crônicas, que a Septuaginta e a Vulgata chamam de Paralipômenos,  relatam coisas que foram deixadas de lado no relato contido em Reis e Samuel, ou seja são uma espécie de complemento. Livro de Esdras e Neemias relatam o tempo do pós-exílio babilônico até meados do séc. III AC. O objetivo principal destes dois últimos livros é fundamentar e organizar a comunidade depois do exílio na Babilônia.
3. Rute, Tobias, Judite, Ester. Mais do que história propriamente dita, esses livros são narrativas. Sua intenção é apresentar modelos particulares de vivência e aplicação da fé dentro de situações difíceis, principalmente as enfrentadas pelos judeus fora de sua terra.
4. I Macabeus e II Macabeus - Relatam a resistência heroica de um grupo de judeus diante da dominação helenista que ameaçava destruir a identidade cultural e religiosa da comunidade judaica.
Cabendo observar que Tobias, Judite, I Macabeus e II Macabeus são livros deuterocanônicos, ou seja, não são aceitos pelas Igrejas que adotam a Bíblia proposta por Lutero. Estes livros não são aceitos igualmente no cânone Judaico.

## Lista dos livros
| Nome do livro | Autor                  | Palavra-chave do livro | Capítulos |
| ------------- | ---------------------- | ---------------------- | --------- |
| Josué         | Josué                  | Conquista              | 24        |
| Juízes        | Samuel                 | Inconstância           | 21        |
| Rute          | Samuel                 | Redenção               | 4         |
| 1 Samuel      | Samuel, Gade, Natã     | Transição              | 31        |
| 2 Samuel      | Gade,Natã              | Aliança                | 24        |
| 1 Reis        | Provavelmente Jeremias | Divisão                | 21        |
| 2 Reis        | Provavelmente Jeremias | Cativeiro              | 25        |
| 1 Crônicas    | Provavelmente Esdras   | Recordação             | 29        |
| 2 Crônicas    | Provavelmente Esdras   | Avaliação              | 36        |
| Esdras        | Esdras                 | Restauração            | 10        |
| Neemias       | Neemias, Esdras        | Reconstrução           | 13        |
| Ester         | Provavelmente Mordecai | Soberania              | 10        |